# Martin-Luther-Kirche (Bestenheid)

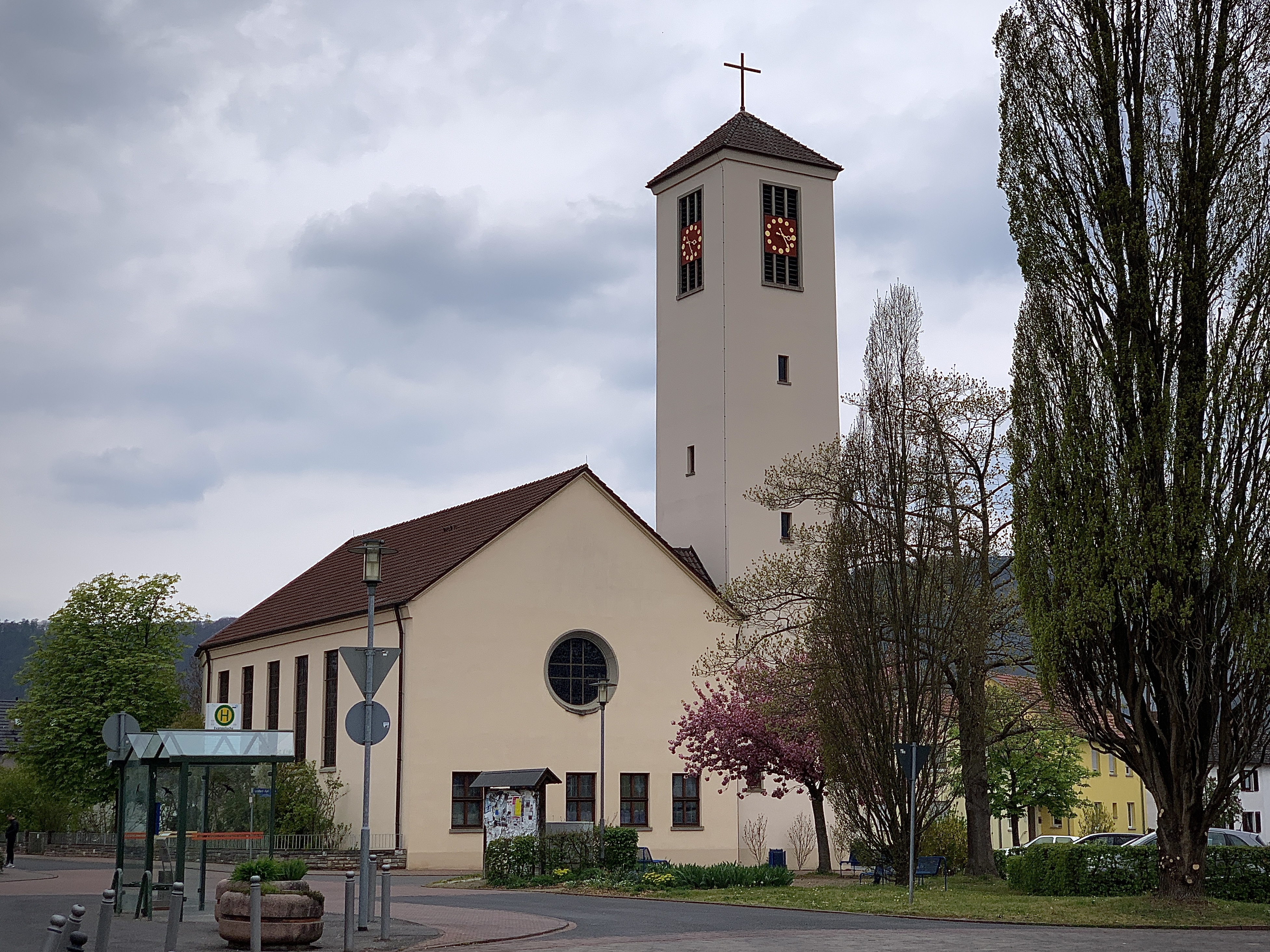

Die Martin-Luther-Kirche ist eine 1957 geweihte evangelische Kirche in Bestenheid, einem Ortsteil der Stadt Wertheim im Norden Baden-Württembergs. Die Kirche ist Teil der Kirchengemeinde Wertheim, die dem evangelischen Kirchenbezirk Wertheim zugeordnet ist. Sie wird vor allem von zugezogenen Arbeitern der thüringischen Glasindustrie frequentiert und weist ein bedeutendes Fensterwerk von Charles Crodel von zwei Chorfenstern, acht Schifffenstern und dem 1964 gemalten Emporenfenster (Stiftung Hans Löber). Das rechte Chorfenster, das Glasbläserfenster, entfaltet das Bibelwort Ich bin der Weinstock. Ihr seid die Reben. zu einem Bild der Glasmacherkunst mit Glasbaumschmuck in Vogelform und Glaslampen in Fischform, wie sie auch das Kirchenschiff beleuchten.